# Tharapita

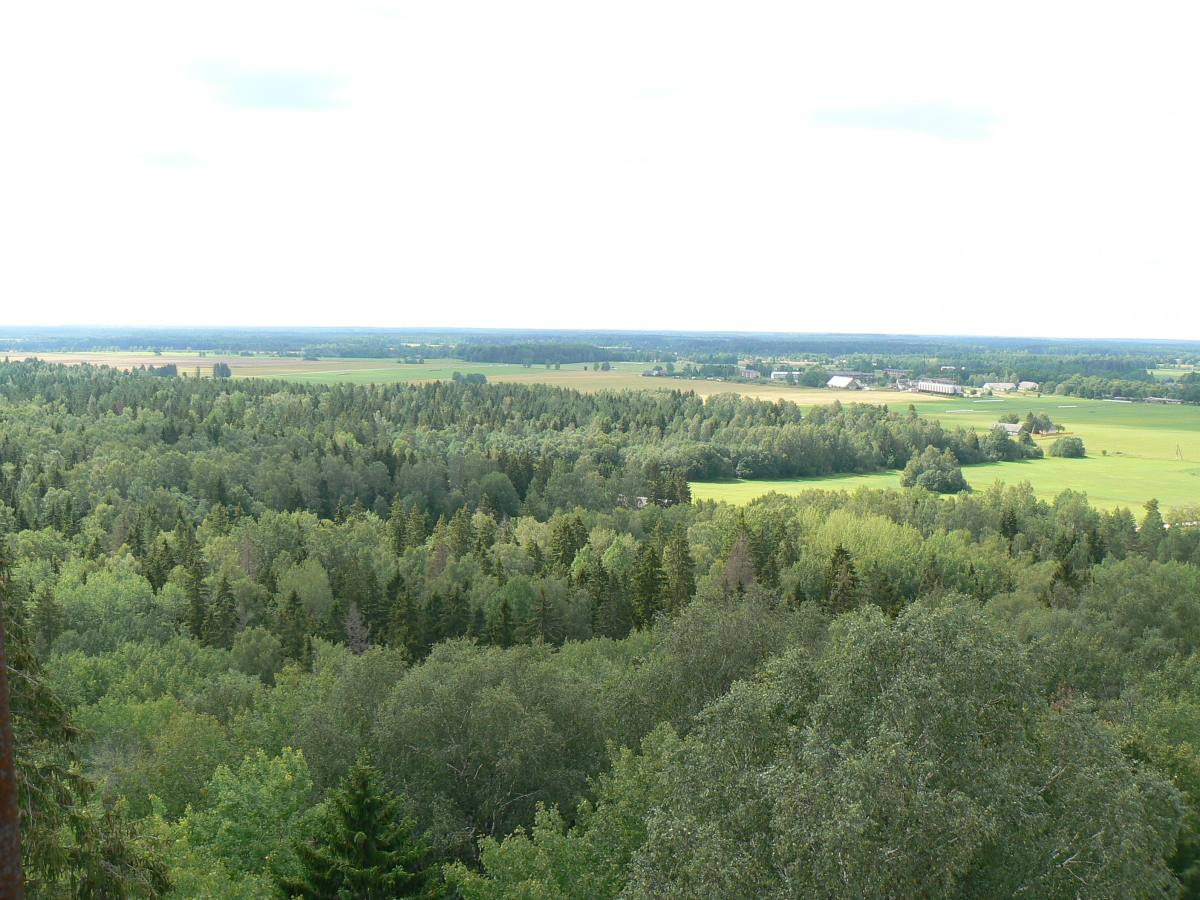
Colina de Ebavere en el condado de Lääne-Viru donde nació el dios Taara.

Tharapita, Taarapita o Taara es el dios de la guerra en la mitología estonia.
En la Crónica de Heinricus de Lettis se menciona  a Tharapita como el  principal dios de los osilianos (habitantes de la isla de Saaremaa), conocido también por los Vironianos, tribu del norte de Estonia. Según la crónica, cuando los cruzados invadieron Vironia en 1220, había una hermosa colina arbolada, donde los nativos creían que nació el dios Tharapita, y que desde allí voló hacía Saaremaa. Esta colina se cree que puede ser la misma que la colina sagrada de Ebavere, situada en el actual condado de Lääne-Viru.
A Taarapita se le han adjudicado varios significados asociados al dios escandinavo Thor, como; “¡Thor, ayuda!” (Taara a(v)ita en estonio) “Thor el rayo” (Taara pikne)  o “Thor (es) grande” (Taara (on) vägev). En el siglo XIX, los creadores de la nueva mitología romántica estonia hicieron de Taara el dios supremo del panteón estonio. Sin embargo, raramente se menciona a Taara en el auténtico folclore del país.
Taara era conocido por la tribu de los tavastianos en Finlandia. Existe un antiguo lugar de culto, ahora conocido como Laurin Lähde (fuente de Lauri) en el condado de Janakkala, donde Taara era adorado hasta tal punto por los tavastianos en la antigüedad, que la iglesia tuvo que cerrar el lugar.
Tharapita también podría haber sido conocido entre los eslavos de la isla de Rügen, donde los cruzados daneses destruyeron un ídolo pagano llamado Turupit en 1168.

## La adoración de Thor
La adoración de Thor (Tooru en estonio) era común en el oeste de Estonia. Según varias crónicas medievales, los estonios no trabajaban el jueves (día de Thor), y al anochecer comenzaban las llamadas “noches de Tooru”. Algunas fuentes describen que los estonios se reunían esas tardes en el bosque sagrado (Hiis), donde un gaitero se sentaba sobre una roca y tocaba mientras que la gente bailaba y cantaba hasta el amanecer.
Existen distintas variaciones del nombre “Thor”, en los idiomas provenientes de la rama ugrofinesa. Los ostiacos (kantis), tienen  un dios al que llaman Torum, los samis tienen a  Turms, y los samoyedos a Tere. El obispo finlandés Mikael Agricola menciona en 1551 al dios de la guerra Turisas, aunque probablemente se refiera al dios Tyr; los fineses adoraban también a la deidad Tuuri, que era el dios de la cosecha, de la suerte y del éxito. Estas deidades se asocian al significado de la primitiva palabra ugrofiesa que significaba “arriba”.

## En la Crónica de Heinricus de Lettis

### XXIV 5
Quo audito sacerdotes modicum subridentes et excusso pulvere pedum in eos ad alias villas festinantes in confinio Vironie tres villas baptizaverunt, ubi erat mons et silva pulcherrima, in qua dicebant indigene magnum deum Osiliensium natum, qui Tharapita vocatur, et de illo loco in Osiliam volasse. Et ibat alter sacerdos succidens imagines et similitudines deorum ibi factas, et mirabantur illi, quod sanguis non efflueret, et magis sacerdotum sermonibus credebant.

### XXX 4
Gaudet exercitus christianorum, exclamant, Deum exorant. Clamant et illi, gaudentes in Tarapitha suo. Illi nemus, isti Iesum invocant, in cuius nomine ac laude fortifer ascendunt, ad summitatem valli perveniunt, fortissime et ab illis repelluntur.

### XXX 5
Dantur pueri nobilium, quorum primum venerabilis Rigensis episcopus cum gaudio et devotione magna catechizatum sacro baptismatis fonte rigavit; alii presbyteri alios rigaverunt, qui et in urbem cum gaudio ducuntur, ut Christum predicent, ut Tharaphitam, qui deus fuit Osilianorum, eiciant, qui per medium castrum fontem consecrantes et dolium replentes primo seniores et meliores cathechizatos, deinde viros alios et mulieres baptizant et pueros.
His mysteriis in urbe Waldia celebratis venerunt nuncii, missi de cunctis urbibus et kiligundis Osilie, querentes pacem et baptismi petentes sacramentum. Gaudet exercitus obsidibusque receptis pax datur et Fraternitus amor. Dicitur, et Suecos captivos restituant liberos. Obediunt, restituere promittunt, presbyteros secum ad castra sua ducunt, qui Christum predicent, qui Tharapitha cum ceteris paganorum diis eiciant, qui populum sacro baptismate tingant. Baptizant itaque sacerdotes in omnibus castris Osilie populum universum utriusque sexus cum leticia magna et pre gaudio lacrimantes, eo quod Domino tot milia genuerunt per lavacrum regenerationis prolem spiritualem, Deo dilectam sponsam novam ex gentibus.

### XXX 6
Gloria Dei et domini nostri Iesu Christi et beate Marie Virginis servis suis Rigensibus in Osilia talia humiliter, obsides et tributa recipere, captivos omnes christiani nominis restituere, cum victoria redire! Quod reges hactenus non potuerunt, hec beata virgo per servos suos Rigenses breviter et leniter ad honorem sui nominis adimplevit. Quo completo, quo facto, populo videlicet cuncto baptizato, Tharaphita eiecto, Pharaone submerso, captivis liberatis, redite cum gaudio Rigenses.

## Teoría del meteorito

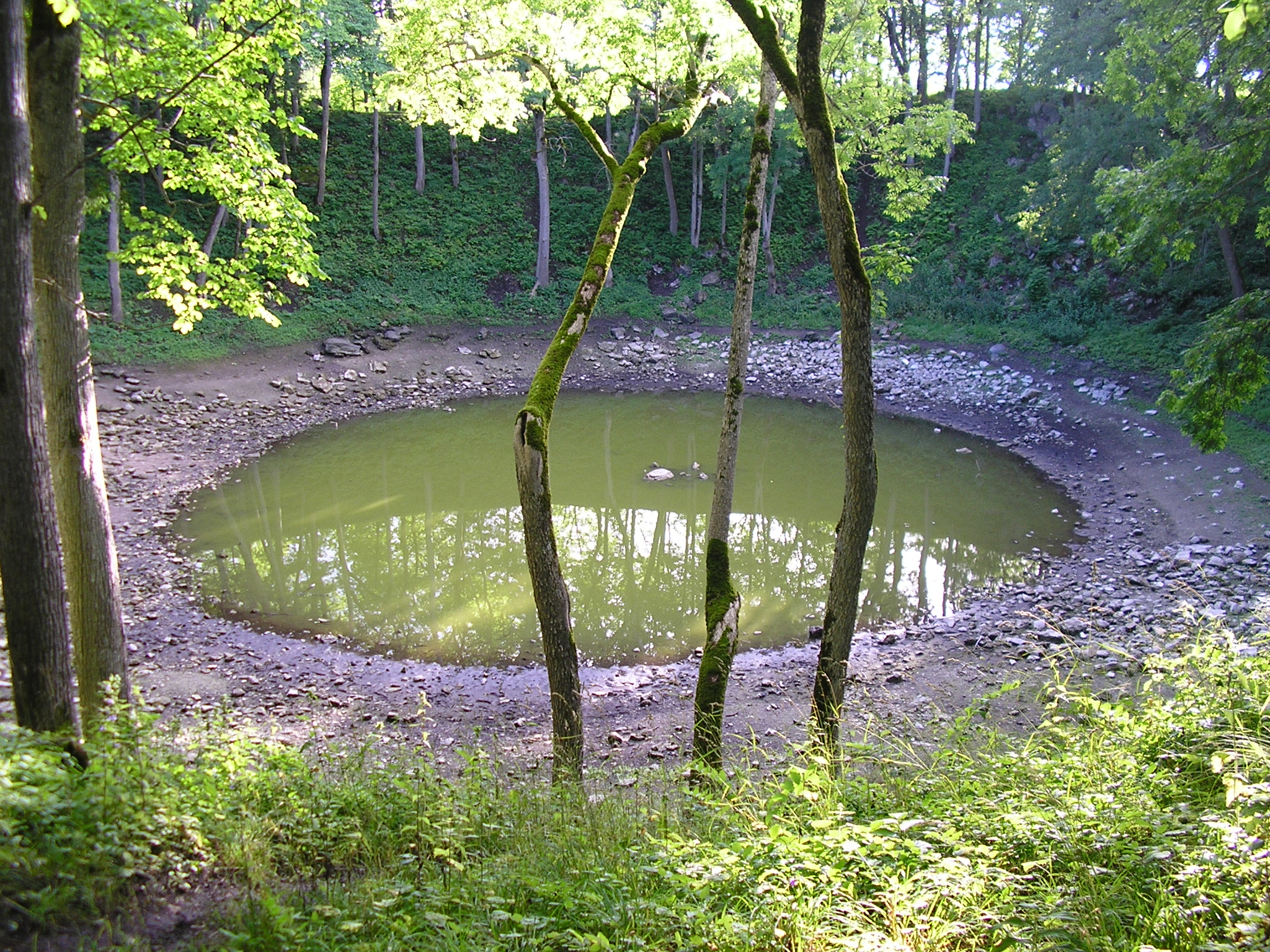
Cráter de Kaali en la isla de Saaremaa, donde el dios aterrizó.

El vuelo de Taara, “desde Vironia a Saaremaa” se ha asociado a la caída del meteorito, que formó el lago Kaali en Saaremaa. Uno de los partidarios de la teoría sobre el meteorito y sus consecuencias es Lennart Meri, el presidente de Estonia durante el periodo 1992-2001, que escribió varios libros acerca del tema. No obstante, los estudios realizados en el emplazamiento donde cayó el meteorito no han confirmado que el suceso fuera lo bastante reciente como para poder ser conservados en el folclore.

## SiglosXIXyXX
Tharapitha ha inspirado un movimiento neopagano conocido como taaralased o taarausulised. A mediados del siglo XIX Taara alcanzó gran popularidad dentro del movimiento nacionalista estonio. A partir de entonces Tartu, la segunda ciudad del país, fue llamada Taaralinn (“ciudad de Taara”).

## Libros
1. ↑  Heinrici Chronicon Livoniae = Henriku Liivimaa kroonika. 1982. Traductionem paravit Richard Kleis, Enn Tarvel textum curavit et commentatus est. Tõlkinud Richard Kleis, toimetanud ja kommenteerinud Enn Tarvel. Eesti Raamat, Revalie = Tallinn, XXIV 5, p 216
2. ↑  Heinrici Chronicon Livoniae, XXX 4, p 268.
3. ↑  Heinrici Chronicon Livoniae, XXX 5, p 270
4. ↑  Heinrici Chronicon Livoniae, XXX 5, pp 270, 272
5. ↑  Heinrici Chronicon Livoniae, XXX 6, p 272

- Datos: Q2610857